# Ore o Suki Nano wa Omae Dake ka yo
Ore o suki nano wa Omae dake ka yo (Nhật: 俺を好きなのはお前だけかよ "Người mà thích tôi lại chỉ có mình cậu ư"), gọi ngắn là Oresuki (俺好き), là một bộ light novel Nhật Bản do Rakuda sáng tác và Buriki minh họa, được ASCII Media Works (công ty thương hiệu của Kadokawa) xuất bản dưới ấn hiệu Dengeki Bunko thành 17 tập từ năm 2016 đến 2022. Tiểu thuyết được chuyển thể thành manga bởi tác giả Ijima Yū và bắt đầu đăng trên ứng dụng đọc manga Shonen Jump+ của Shueisha kể từ tháng 2 năm 2017, cho đến nay đã có tới sáu tập tankōbon được xuất bản. Xưởng phim hoạt hình CONNECT thực hiện phần anime chuyển thể và được phát sóng trên truyền hình Nhật Bản từ tháng 10 năm 2019 đến tháng 12 năm 2019.

## Tổng quan
Oresuki xoay quanh chuỗi ngày thường của một nam sinh cao trung cô đơn tên Kisaragi Amasuyu (Jōro). Cậu được mời đi chơi một mình bởi hội trưởng lớp trên, Akino Sakura (Cosmos) và cô bạn thuở nhỏ, Hinata Aoi (Himawari). Jōro vì muốn nghe lời tỏ tình từ hai người nên cậu đồng ý ra ngoài để gặp lần lượt mỗi người. Phũ thay, Cosmos và Himawari thổ lộ rằng họ thực ra thích người bạn thân nhất của cậu, Ōga Taiyō (Sun-chan) thay vì Jōro. Do vậy cậu quyết định giúp đỡ cả hai thân mật với Sun-chan, sau đó sẽ nhắm vào người bị Sun-chan từ chối mà tán tỉnh. Nhưng bất ngờ, cậu lại được nhận được lời tỏ tình từ cô gái mọt sách là Sanshokuin Sumireko (Pansy), người mà Sun-chan thích.

## Nhân vật
Kisaragi Amatsuyu (如月 雨露) / Jōro (ジョーロ)
Lồng tiếng bởi: Yamashita Daiki (tiếng Nhật), Đàm Vĩnh Hưng (tiếng Việt)

Sanshokuin Sumireko (三色院 菫子) / Pansy (パンジー Panjī)
Lồng tiếng bởi: Tomatsu Haruka (tiếng Nhật), Hồ Ngọc Hà (tiếng Việt)

Hinata Aoi (日向 葵) / Himawari (ひまわり)
Lồng tiếng bởi: Shiraishi Haruka (tiếng Nhật), Dàn Thọ Phát (tiếng Việt)

Akino Sakura (秋野 桜) / Cosmos (コスモス Kosumosu)
Lồng tiếng bởi: Misawa Sachika

Ōga Taiyо̄ (大賀 太陽) / Sun-chan (サンちゃん San-chan)
Lồng tiếng bởi: Uchida Yuma

## Truyền thông

### Light novel
Ore wo suki nano wa Omae dake kayo được viết bởi Rakuda và do Buriki minh họa. ASCII Media Works xuất bản tập đầu của tiểu thuyết vào ngày 10 tháng 2 năm 2016 dưới ấn hiệu Dengeki Bunko.
| #  | Ngày phát hành       | ISBN             |
| -- | -------------------- | ---------------- |
| 1  | 10 tháng 2 năm 2016  | 9784-048-657-471 |
| 2  | 9 tháng 4 năm 2016   | 9784-048-658-850 |
| 3  | 10 tháng 8 năm 2016  | 9784-048-922-869 |
| 4  | 10 tháng 1 năm 2017  | 9784-048-926-010 |
| 5  | 8 tháng 4 năm 2017   | 9784-048-928-311 |
| 6  | 10 tháng 8 năm 2017  | 9784-048-932-820 |
| 7  | 10 tháng 11 năm 2017 | 9784-048-934-664 |
| 8  | 10 tháng 3 năm 2018  | 9784-048-936-842 |
| 9  | 10 tháng 9 năm 2018  | 9784-048-939-133 |
| 10 | 10 tháng 11 năm 2018 | 9784-049-120-998 |
| 11 | 10 tháng 5 năm 2019  | 9784-049-125-276 |
| 12 | 10 tháng 10 năm 2019 | 9784-049-127-966 |
| 13 | 10 tháng 12 năm 2019 | 9784-049-129-083 |
| 14 | 10 tháng 6 năm 2020  | 9784-049-132-045 |
| 15 | 10 tháng 12 năm 2020 | 9784-049-135-763 |
| 16 | 9 tháng 7 năm 2021   | 9784-049-138-344 |
| 17 | 8 tháng 1 năm 2022   | 9784-049-139-044 |

### Manga
Oresuki được Ijima Yū chuyển thể thành manga và bắt đầu đăng trên ứng dụng đọc manga Shonen Jump+ của Shueisha kể từ ngày 26 tháng 2 năm 2017. Manga kết thúc sáng tác vào ngày 23 tháng 8 năm 2020.
| # | Ngày phát hành      | ISBN              |
| - | ------------------- | ----------------- |
| 1 | 4 tháng 8 năm 2017  | 978-4-08-881135-2 |
| 2 | 2 tháng 3 năm 2018  | 978-4-08-881373-8 |
| 3 | 4 tháng 1 năm 2019  | 978-4-08-881650-0 |
| 4 | 4 tháng 10 năm 2019 | 978-4-08-881832-0 |
| 5 | 4 tháng 3 năm 2020  | 978-4-08-882144-3 |
| 6 | 2 tháng 10 năm 2020 | 978-4-08-882467-3 |

### Anime
Bản chuyển thể anime được thông báo tại một sự kiện của Dengeki Bunko vào ngày 7 tháng 10 năm 2018. Anime do xưởng phim CONNECT sản xuất, trong đó Kittaya Noitaki có vai trò đạo diễn, Takimoto Daiki đảm nhận thiết kế nhân vật và Fujisawa Yosshiaki giúp soạn phần nhạc. Phiên bản này bắt đầu phát sóng truyền hình vào ngày 2 tháng 10 năm 2019 trên các kênh Tokyo MX, GYT, GTV, BS11, TVA và ytv. Saitō Shuja thực hiện ca khúc mở đầu "Papapa", Tomatsu Haruka, Shiraishi Haruka và Misawa Sachika thực hiện ca khúc kết thúc "Hanakotoba". Tại các khu vực nói tiếng Anh, Aniplex of America đã cấp phép và cho phát trực tuyến anime trên Crunchyroll, Funimation cấp phép cho khu vực Bắc Mĩ và Vương quốc Anh, HIDIVE cho Bắc Mĩ và AnimeLab cho Úc cùng với New Zealand. Đối với các khu vực nói tiếng Đức đã được Wakanim cấp phép.

#### Danh sách tập
| Stt | Tiêu đề | Ngày phát sóng       | Nguồn  |
| --- | --- | -------------------- | ------ |
| 1   | "俺ってほんと、どこにでもいる平凡なモブなんだ (Ore tte honto, doko ni demo iru heibonna na nda)"                      | 2 tháng 10 năm 2019  | [ 38 ] |
| 2   | "俺に襲い掛かる負のスパイラル (Ore ni osoi kakaru make no supairaru)"                                                 | 9 tháng 10 năm 2019  | [ 39 ] |
| 3   | "あなたに会った (Anata ni atta)"                                                                                      | 16 tháng 10 năm 2019 | [ 40 ] |
| 4   | "俺がガンバった結果 (Ore ga ganbatta kekka)"                                                                          | 23 tháng 10 năm 2019 | [ 41 ] |
| 5   | "俺にしては、うまくいきすぎてると思ったんだよ。。。。。。 (Ore ni shite wa, umaku iki sugiteru to omottanda yo.....)" | 30 tháng 10 năm 2019 | [ 42 ] |
| 6   | "俺は、言う時は言う ( Ore wa, iu toki wa iu)"                                                                         | 6 tháng 11 năm 2019  | [ 43 ] |
| 7   | "俺は意外な一面を知る (Ore wa igaina ichi men o shiru)"                                                               | 13 tháng 11 năm 2019 | [ 44 ] |
| 8   | "俺の悲劇は気づくと始まってる (Ore no higeki wa kidzuku to haji matteru)"                                             | 20 tháng 11 năm 2019 | [ 45 ] |
| 9   | "俺なりに考えた結果 ( Ore nari ni kangaeta kekka)"                                                                    | 27 tháng 11 năm 2019 | [ 46 ] |
| 9.5 | "「俺は丁寧に進める」 ( Ore wa teinei ni susumeru)"                                                                   | 4 tháng 12 năm 2019  | [ 47 ] |
| 10  | "「俺だってたまには活躍する」 ( Ore datte tama ni wa katsuyaku suru)"                                                 | 11 tháng 12 năm 2019 | [ 48 ] |
| 11  | "「俺はいらないかもしれない」 (Ore wa iranai kamo shirenai)"                                                          | 18 tháng 12 năm 2019 | [ 49 ] |
| 12  | "「俺が好きなのは......」 ( Ore ga suki nano wa.....)"                                                                | 25 tháng 12 năm 2019 | [ 50 ] |